# Ludus duodecim scriptorum
Ludus duodecim scriptorum (latin: "de tolv linjers spil") var et romersk brætspil, som muligvis er en forløber for backgammon. Reglerne er ikke bevaret, men er forsøgt rekonstrueret. 